# جادوگران مایفر
جادوگران مایفر آن رایس (انگلیسی: Mayfair Witches)، یا به سادگی جادوگران مایفر، یک مجموعه تلویزیونی درام هیجان انگیز ماوراء طبیعی آمریکایی است که توسط استا اسپالدینگ و میشل اشفورد بر اساس سه‌گانه رمان زندگی جادوگران میفر اثر آن رایس ساخته شده‌است. در این سریال الکساندرا داداریو در نقش روآن فیلدینگ، هری هملین در نقش کورتلند مایفر، تونگای چیریسا در نقش سیپرین گریو و جک هیوستون در نقش لشر بازی می‌کنند. این سریال در ۸ ژانویه ۲۰۲۳ از ای‌ام‌سی (شبکه تلویزیونی) پخش شد و دومین مجموعه تلویزیونی در دنیای جاودانه رایس، پس از مصاحبه با خون‌آشام است. در فوریه ۲۰۲۳، این سریال برای فصل دوم تمدید شد.

## خلاصه داستان
داستان دکتر رووان فیلدینگ را به تصویر می‌کشد. ماجرا از جایی آغاز می‌شود که این دکتر جوان، متوجه می‌شود وارث یکی از خانواده‌های جادوگری قدرتمند است و باید با یک روح شیطانی سر و کله بزند.

## بازیگران و شخصیت‌ها

### اصلی
- الکساندرا داداریو در نقش روآن فیلدینگ، جراح مغز و اعصاب که متوجه می‌شود وارث سلسله مایفر است.
- تونگایی کیریسا در نقش کیپرین گریو، مأمور تالاماسکا منصوب به روان، و ترکیبی از شخصیت‌های زندگی جادوگران مایفر و آرون لایتنر از رمان‌ها[۱]
- جک هیوستون در نقش لشر، موجودی قدرتمند و در حال تغییر شکل که قرن هاست به جادوگران میفر وابسته بوده‌است.
- هری هملین در نقش کورتلند میفر، پدرسالار فعلی میفر

### فرعی
- بث گرانت در نقش کارلوتا میفر، خاله سختگیر و کنترل‌کننده روآن و خواهر کورتلند
- اریکا گیمپل در نقش النا فیلدینگ،[۲] مادر خوانده روآن، مخفیانه یک پسر عموی مایفر که از ارتباط روآن با خانواده آگاه است.
- آنابث گیش در نقش دیره مایفر، مادر بیولوژیکی روآن، یک معلول که گرفتار لشر دستکاری شده‌است.
- جرالدین سینگر در نقش میلی میفر، خواهر دیگر کورتلند
- هانا آلین در نقش سوزان، یک شفا دهنده در سال ۱۶۸۱ دانلیث، اسکاتلند، و جد جادوگران مایفر
- راوی نایدو در نقش سمیر، برتر سیپرین در تالاماسکا
- جن ریچاردز در نقش ژوزفین «جوجو» مایفر، دختر کورتلند
- کیارا میلینر در نقش اودت گریو، خواهر سیپرین
- شارلین وودارد در نقش دالی ژان میفر، پسر عموی کورتلند
- سولکا ماتیو در نقش آرجونا، شفا دهنده تالاماسکا

## فیلمبرداری
فیلمبرداری جادوگران مایفر در مه ۲۰۲۲ در نیواورلئان انجام شد

## انتشار
. این سریال در ۸ ژانویه ۲۰۲۳ در AMC و AMC+ پخش شد و شامل هشت قسمت بود.